# Arje Leib Günzburg
Arje Leib Günzburg (geb. 1695 in Pinsk, Großfürstentum Litauen (heute Belarus); gest. 1785 in Metz) war ein litauischer Rabbiner und Talmudist.

## Leben und Wirken
Er war der Sohn des Rabbiners von Minsk und unterrichtete ab 1733 an der Jeschiwa dieser Stadt. Nach einer Auseinandersetzung mit Jechiel Heilprin über die Bedeutung des Pilpul musste er Minsk 1742 verlassen. Zwischen 1750 und 1755 war er Rabbiner in Waloschyn, wobei es auch dort zu Auseinandersetzungen mit dem Gemeindevorstand kam. Nach 1755 verbrachte er einige Zeit in Frankfurt am Main und Berlin und kehrte dann nach Waloschyn zurück, wo Chaim von Woloschin sein Schüler war. Günzburg reiste weiter und gelangte unter anderem nach Wilna, wo er den Gaon von Wilna traf, und kehrte dann nach Deutschland zurück. 1766 erhielt er einen Ruf nach Metz, damals eine der bedeutendsten jüdischen Gemeinden in Europa. Der französische König bewilligte seine Einsetzung als Rabbiner, dessen Dienstzeit vertraglich auf 12 Jahre geregelt wurde. Bald darauf kam es mit der Gemeinde in Metz zu einer neuerlichen Auseinandersetzung über die Platzierung des Akdamut-Gebetes während der Toravorlesung an Schawuot, die schließlich jedoch einvernehmlich geregelt werden konnte. Gemäß dem Nachruf im Memorbuch von Metz war Günzburg ein Anhänger der lurianischen Kabbala. Im hohen Alter wurde er blind.
Sein Werk Scha'agat Arjeh („Gebrüll des Löwen“, in Waloschyn abgeschlossen und erstmals 1755 veröffentlicht) verschaffte ihm dauerhafte Anerkennung und wurde vielfach neu aufgelegt. Es gilt noch immer als ein wesentlicher Text der rabbinischen Lehre, wobei es den Gebrauch von Pilpul ablehnte, dem er einst gefrönt hatte, und es bestand auf einer direkten Annäherung an den talmudischen Text, ohne den Beiträgen der Autoren des 16.–18. Jahrhunderts besondere Aufmerksamkeit zu schenken. 
Arje Leib Günzburg ist der Vater von Ascher Löw. Ein weiterer Nachfahre von ihm ist der französische Historiker Marc Bloch.